# Jesse W. Beams
Jesse Wakefield Beams (* 25. Dezember 1898 in Belle Plaine, Kansas; † 23. Juli 1977) war ein US-amerikanischer Experimentalphysiker.

## Leben
Beams war der Sohn von Farmern und wuchs auf einer Farm auf. Er studierte Physik und Mathematik am Fairmount College in Wichita (Bachelor-Abschluss 1921) und an der University of Wisconsin–Madison mit dem Master-Abschluss in Physik 1922. Er lehrte ein Jahr Physik (und Mathematik) am Alabama Polytechnic Institute. Danach ging er an die University of Virginia, wo er 1925 in Physik bei Carroll M. Sparrow promoviert wurde. Gegenstand der Dissertation war der photoelektrische Effekt (Messung der Zeitdauer zwischen Absorption des Photons und Emission des Elektrons), wofür er mit hoher Geschwindigkeit rotierende Spiegel baute zur Erzeugung kurzer Lichtpulse und Schaltkreise für die Messung sehr kurzer Zeitintervalle. 1925/26 war er National Research Fellow. Als Post-Doktorand war er drei Jahre bei Ernest O. Lawrence (damals an der Yale University), mit dem er die Themen seiner Dissertation weiterverfolgte. Auch jetzt konnte er den Zeitabstand beim photoelektrischen Effekt nicht genau bestimmen, er fand aber eine obere Schranke von drei Nanosekunden. Während dieser Zeit war er auch Instructor in Yale. 1928 wurde er Associate Professor und 1930 Professor an der University of Virginia, wo er den Rest seiner Karriere blieb, 1953 zum Francis H. Smith Professor für Physik ernannt wurde und 1969 emeritierte, forschte dort aber weiter bis zu seinem Tod 1977. 1948 bis 1962 stand er der Physik-Fakultät vor.
Er war ab 1931 mit Maxine Sutherland Beams verheiratet.

## Werk
Im Zweiten Weltkrieg arbeitete er im Manhattan Project, wo er seine Ultrazentrifuge zur Urananreicherung einsetzte und deren prinzipielle Funktionsfähigkeit demonstrierte (1941), die aber in den USA im Januar 1944 zugunsten der Diffusionsmethode aufgegeben wurde. Die Gaszentrifugentechnik wurde dann durch Gernot Zippe, Max Steenbeck und sowjetische Wissenschaftler unabhängig zur Reife entwickelt und später in Westeuropa zur Urananreicherung angewandt. Zippe besuchte Beams auch 1958 bis 1960 an der University of Virginia. Beams arbeitete schon seit Anfang der 1930er Jahre an der Zentrifugentechnologie, die er bis zu rund 1,5 Millionen Umdrehungen pro Sekunde entwickelte (Ultrazentrifuge). Er entwickelte eine magnetische Lagerung für die Rotoren (ab etwa 1934) der Ultrazentrifuge, mit frühen Patenten ab 1941. Außerdem waren die Rotoren der Ultrazentrifugen im Hochvakuum.
Die Ultrazentrifugentechnik von Beams wurde seit den 1930er Jahren in der Biologie angewandt, auch Beams selbst wandte sich insbesondere ab den 1960er Jahren Anwendungen der von ihm entwickelten Apparate in der Biologie und Biophysik zu, teilweise in Zusammenarbeit mit dem Biochemie-Professor der Universität von Virginia Donald Kupke. Anwendungen in den Werkstoffwissenschaften untersuchte er schon in den 1930er Jahren und fand z. B., dass dünne metallische Filme viel stabiler waren als z. B. Metallkugeln. Er schrieb auch 1974 den Artikel Zentrifuge in der 15. Auflage der Encyclopedia Britannica.
Er entwickelte auch 1933/34 mit Kollegen an der University of Virginia einen der ersten Linearbeschleuniger für Elektronen, indem sie das Konstruktionsprinzip von Rolf Wideröe  weiter verfolgten (unabhängig tat dies ab etwa 1930 William Webster Hansen in Stanford). und einen Apparat zur genaueren Messung der Gravitationskonstante, eine Weiterentwicklung des klassischen Cavendish-Experiments. Er verbesserte damit vor seinem Tod die Genauigkeit der bisherigen Messungen um eine Größenordnung (mit weiterem Potential). Vor seinem Tod entwarf er auch ein Experiment, um Paul Diracs Hypothese der kontinuierlichen Erzeugung von Materie zu testen und zum Test einer möglichen Variabilität der Gravitationskonstante (Theorie von Dirac).
Ebenfalls in den 1970er Jahren entwickelte er ein hochgenaues Gerät zur Messung der Dichte und Viskosität von Flüssigkeiten, das auf der Verwendung einer magnetischen Aufhängung eines kleinen Zylinders in einer Flüssigkeit beruht.

## Mitgliedschaften und Ehrungen
1967 erhielt er die National Medal of Science, 1958 den Lewis-Preis der American Philosophical Society, 1956 die John Scott Medal der American Physical Society und 1942 die Howard N. Potts Medal. Außerdem erhielt er den ersten Thomas Jefferson Award der University of Virginia. Er war Mitglied der National Academy of Sciences (1943), der Virginia Academy of Sciences (Präsident 1947), der American Academy of Arts and Sciences (1949), der American Philosophical Society (Vizepräsident 1960 bis 1963) und der American Association for the Advancement of Science (Vizepräsident 1943). Er war mehrfacher Ehrendoktor (College of William and Mary, University of North Carolina, Washington and Lee University, Florida Institute of Technology, Yale University). Er war lange im wissenschaftlichen Rat des Oak Ridge Institute of Nuclear Studies (1948 bis 1954 und 1960 bis 1970), 1951 bis 1955 im Leitungsrat des National Research Council, 1954 bis 1960 im Rat der Atomic Energy Commission und 1942 bis 1960 im wissenschaftlichen Beratungsgremium des Aberdeen Proving Ground (Ballistiklabor der US Army). 1971 wurde er Fellow auf Lebenszeit des Franklin Institute.
1958 bis 1959 war er Präsident der American Physical Society. Der 1973 gestiftete Jesse W. Beams Award der American Physical Society ist ihm zu Ehren benannt. Sie wird für physikalische Forschung im Südosten der USA verliehen.

## Schriften
- mit E. O. Lawrence On the nature of light, Proc. Nat. Acad., Band 13, 1927, S. 207
- Ultrahigh-speed rotation, Scientific American, Band 204, 1961, S. 135
- mit F. Haynes The Separation of Isotopes by Centrifuging, Physical Review, Band 50, 1936, S. 491–492
- Production and Use of High Centrifugal Fields, Science, Band 120, 1954, S. 619–625
- High speed rotation, Physics Today, 1959, Heft 7
- Early History of the Gas Centrifuge work in the USA, Charlottesville, University of Virginia 1975 (in Zusammenarbeit mit Union Carbide Corp. Nuclear Division in Oak Ridge)
- Finding a better value for G, Physics Today, 1971, Heft 5